# Immacolata Sirressi
Immacolata Sirressi; znana jako Imma Sirressi (ur. 19 maja 1990 w Santeramo in Colle) – włoska siatkarka, reprezentantka kraju, grająca na pozycji libero. 

## Sukcesy klubowe
Mistrzostwo Włoch:
- 2015

Superpuchar Włoch:
- 2015

Liga Mistrzyń:
- 2016

Klubowe Mistrzostwa Świata:
- 2016

## Sukcesy reprezentacyjne
Mistrzostwa Europy Juniorek:
- 2008

Puchar Wielkich Mistrzyń:
- 2009

Puchar Świata:
- 2011

## Nagrody indywidualne
- 2008: Najlepsza libero Mistrzostw Europy Juniorek